# Premio Borselli
Il Premio Borselli è stato un premio giornalistico italiano attribuito dal 1965 al 1972.

## Storia
Il premio era dedicato ad Augusto Borselli, giornalista italiano del dopoguerra. Augusto Borselli acquisì notorietà lavorando in momenti difficili per la professione che esercitava. Nell'esercizio della sua attività scelse lo pseudonimo di “Lancillotto”.
Dopo la sua morte, alcuni suoi sostenitori decisero di ricordarlo istituendo un riconoscimento nazionale con il quale premiare i giornalisti italiani che con la loro opera avessero contribuito a dare lustro alla professione.
Tra i promotori e sostenitori dell'iniziativa vi furono nomi noti nel mondo dello spettacolo e della cultura: Eitel Monaco, Vittorio Gassman, Alessandro Blasetti, Sophia Loren, Alberto Sordi, Carlo Ponti, Luigi De Laurentiis, Raf Vallone, Gianni Hecht Lucari, Dario Sabatello, Dino De Laurentiis.
La scelta sulla rappresentazione del premio cadde su una scultura realizzata in oro dall'artista Ubert Piacco, raffigurante il cavaliere della tavola rotonda Lancillotto.

## Premiati
Il premio fu conferito annualmente dal 1965 al 1972. In ordine cronologico, i personaggi ai quali fu attribuito il riconoscimento furono:
- il giornalista scrittore Vittorio G. Rossi nel 1965
- il giornalista Arturo Lanocita nel 1966
- il giornalista Gian Luigi Rondi nel 1967
- il giornalista Ugo Zatterin nel 1968
- il giornalista Antonio Girelli nel 1969
- il giornalista Alberto Ceretto nel 1970
- il giornalista Ruggero Orlando nel 1971/1972.